# 徐正康
徐正康（英語：Stephen Tsui Ching Hong，1957年4月2日—）、現任香港無綫電視製作部助理總監（戲劇組製作部經理），曾擔任於電視、電影、舞台劇和音樂劇行業助理編導、統籌、策劃、導演、編審、編導、監製及演員等。

## 簡歷
徐正康於香港出生及長大，早年就讀於民生書院，中五畢業後並前往加拿大多倫多就讀兩年高中。其後進入康考迪亞大學修讀心理學，與香港立法會議員蔣麗芸為同屆同學。
徐正康大學畢業後回港加入麗的電視擔任助理編導，其後轉任節目策劃參與創作《浮生六劫》、《大地恩情》、《對對糊》等經典劇集。他認為成功的電視劇會是社會的一部份，而並非只是供娛樂。
1989年，徐正康加入無綫電視，創作不少極受歡迎的電視劇，作品包括經典推理官司劇《狀王宋世傑》、《狀王宋世傑貳》、社會倫理劇《灰網》和情境長篇喜劇的《男親女愛》等等。其中《男親女愛》、《棟篤神探》更加是2000年度、2004年度劇集收視亞軍。徐正康曾離開無綫電視直至2012年7月回巢，並於同年11月底開拍以遺產案為題材的法律劇《法外風雲》。此劇於2013年成為無綫電視46週年台慶劇。2015年，徐正康監製的《鬼同你OT》播出时吸引大批觀眾，亦好評如潮，更成為該年劇集收視冠軍。2017年完成《大帥哥》後一度退居幕後管理工作，直至2020年被編配為帶領新導演初次製作整部劇集的聯合監製。
在任監製時期（2010年代起至今），常用主演演員有謝東閔、楊秀惠、馬蹄露、陳豪、C君、敖嘉年、高海寧、謝雪心（3部）；譚凱琪、田蕊妮、胡定欣、關禮傑、威利、朱咪咪、蔣志光、淼、陳智燊、岳華（2部）。

## 監製列表

### 電視劇（無綫電視）
- 1989年：《香港雲起時》
- 1990年：《午夜太陽》、《同居三人組》
- 1991年：《灰網》
- 1992年：《我為錢狂》
- 1993年：《賭霸天下》
- 1994年：《親恩情未了》
- 1995年：《金牙大狀（貳）》
- 1996年：《廉政行動組》、《五個醒覺的少年》
- 1997年：《狀王宋世傑》
- 1998年：《林世榮》
- 1999年：《狀王宋世傑（貳）》、《騙中傳奇》
- 2000年：《男親女愛》、《生命有TAKE2》、《FM701》
- 2002年：《騎呢大狀》
- 2003年：《繾綣仙凡間》、《俗世情真》
- 2004年：《棟篤神探》
- 2005年：《御用閒人》
- 2005年－2006年：《窈窕熟女》
- 2013年：《法外風雲》
- 2014年：《大藥坊》
- 2015年：《鬼同你OT》
- 2016年：《愛情食物鏈》、《來自喵喵星的妳》
- 2018年：《大帥哥》
- 2022年：《黯夜守護者》（吳冠宇合監）
- 2023年：《妳不是她》（陳萍合監）
- 2025年：《虛擬情人》（林瑋澄合監）

## 編導列表

### 電視劇（無綫電視）
待整理

## 作品列表

### 舞台劇
- 2000年：《男親女愛》（約五十場）

### 音樂劇
- 2002年：《但願人長久》（未確定）

## 編劇列表

### 電影
- 1990年：《師兄撞鬼》

## 外部連結
- 徐正康在香港影庫上的簡介
- 徐正康在豆瓣上的资料（简体中文）